# 巴迪·吉纳特
哈里·爱德华·“巴迪”·吉纳特（英語：Harry Edward "Buddy" Jeannette，1917年9月15日—1998年5月11日），生于宾西法尼亚州新金斯顿（New Kensington），美国职业篮球运动员和教练。
吉纳特被广泛的认定为1938年至1948年间最出色的篮球运动员，曾四次当选NBL全明星赛，带领希伯根红人队 (Sheboygan Redskins)和韦恩堡活塞队 (Fort Wayne Pistons)夺取了1943，1944和1945年的NBL冠军头衔。吉纳特还帮助巴尔的摩子弹队夺取了1947年ABL的冠军。
尽管吉纳特的篮球职业生涯都是在NBA创建前的早期联赛中度过的，他还是以球员兼教练身份效力BAA联盟巴尔的摩子弹队三年。1948年，BAA联盟季后赛中吉纳特成为历史上第一位夺得职业联赛冠军的球员兼教练。在他球员生涯结束后，他执教了最初的子弹队一个多赛季。随后他成为了NCAA大学篮球的乔治城大学四个赛季。
吉纳特随后两次执教现代的子弹队，一次是一个赛季还有一次是临时过渡。他后来还执教过ABA的匹兹堡风笛手队 (Pittsburgh Pipers)。
1994年，吉纳特在宾西法尼亚州华盛顿市的华盛顿和杰斐逊学院 (Washington and Jefferson College)的典礼上荣载篮球名人堂。
1998年逝世于新罕布什尔州纳舒厄（Nashua）。